# PESA 122N

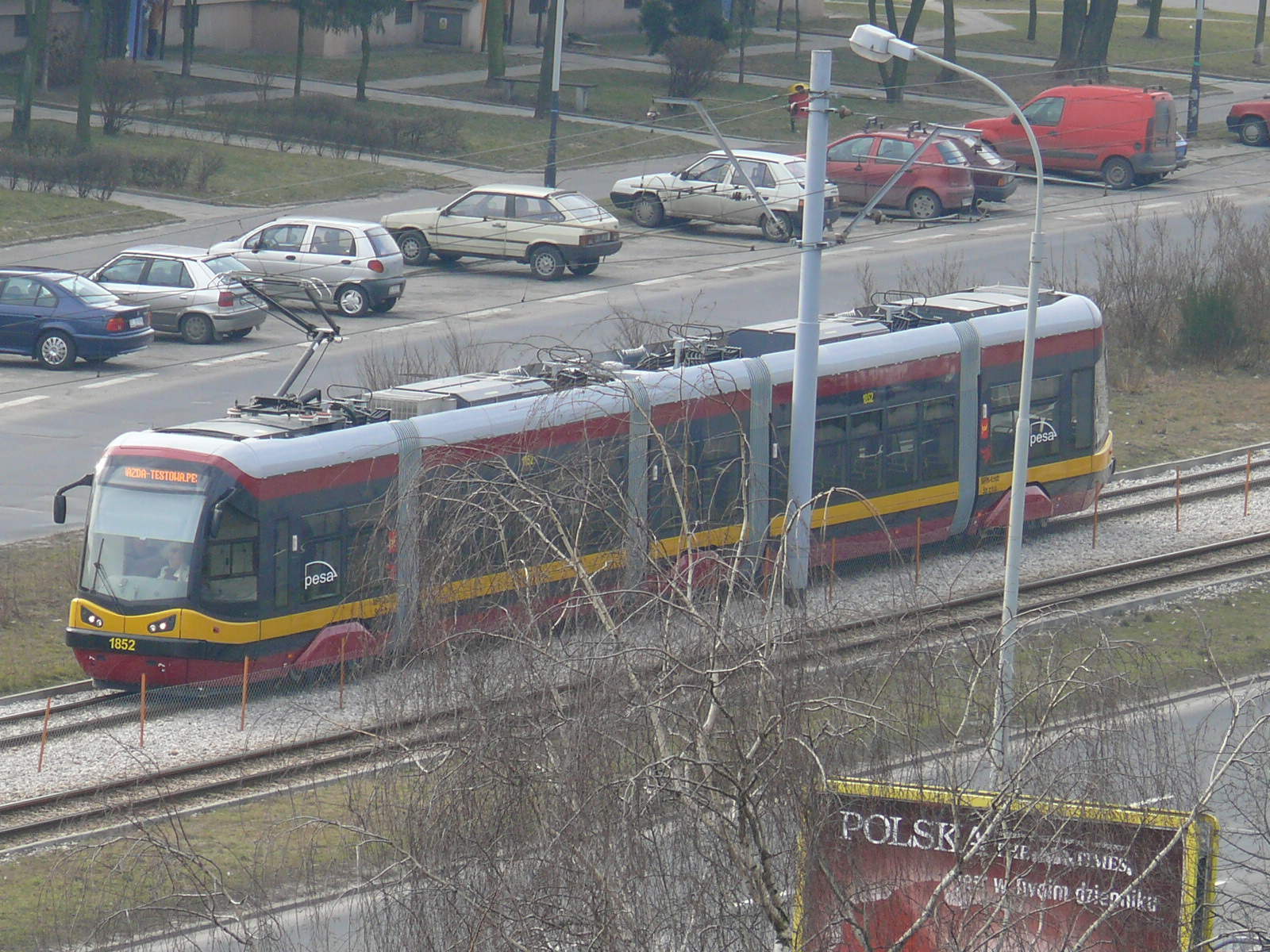
Tranvía PESA 122N en Lodz

PESA 122N es un tranvía fabricado por la compañía polaca PESA en Bydgoszcz. En un modelo diseñado con piso bajo. Actualmente se usan tranvías de est tipo en Łódź y en Bydgoszcz. Las composiciones tienen también acumuladores con los que en caso de falta de electricidad, pueden circular durante 50 metros más.

## Producción
| Bandera de Polonia  | Łódź      | 2008      | 10 |       |       |    |
| Bandera de Polonia  | Bydgoszcz | 2008      | 2  |       |       |    |
| Bandera de Bulgaria | Sofia     | 2013-2014 | 20 | Total | Total | 32 |